# Članstvo u Kraljevskom društvu
Članstvo u Kraljevskom društvu (FRS, ForMemRS i HonFRS) nagrada je koju sudije Kraljevskog društva u Londonu dodeljuju pojedincima koji su dali „značajan doprinos poboljšanju prirodnog znanja, uključujući matematiku, inženjerske nauke i medicinske nauke”.
Članstvo u Društvu, najstarije poznate naučne akademije u kontinuitetu, velika je čast. Dobitnici su mnogi ugledni naučnici kroz istoriju, uključujući Isaka Njutna (1672), Čarlsa Darvina (1839), Majkla Faradeja (1824), Ernsta Ruderforda (1903), Srinivasa Ramanujana (1918), Alberta Ajnštajna (1921), Pola Diraka (1930), Vinstona Čerčila (1941), Subramanijana Čandrasekara (1944), Doroti Hodžkin (1947), Alana Tjuringa (1951), Lizu Majtner (1955)  i Francisa Krika (1959). U novije vreme članstvo su dobili Stefan Hovking (1974), Dejvid Atenboro (1983), Tim Hant (1991), Elizabet Blekbern (1992), Tim Berners-Li (2001), Venkatraman Ramakrišnan (2003), Ata-ur Rahman (2006), Andrej Gejm (2007), Džejms Dajson (2015), Ejdžej Kumar Sud (2015), Sabaš Kot (2017), Elon Mask (2018), i ukupno oko 8.000 drugih, uključujući preko 280 nobelovaca od 1900. Po podacima iz oktobra 2018, ima približno 1.689 živih članova, stranih i počasnih članova, od kojih je preko 60 nobelovaca.
Članstvo u Kraljevskom društvu The Guardian je opisao kao "ekvivalent Oscara za životno djelo", a nekoliko institucija svake godine slavi njihovu objavu.